# Sinivie Boltic
Sinivie Boltic (Enugu, 2 de julio de 1982) es un deportista nigeriano que compite en lucha libre. Consiguió cuatro medallas en los Juegos Panafricanos entre los años 1999 y 2015.
Ha ganado siete medallas en el Campeonato Africano de Lucha entre los años 1996 y 2014. Obtuvo tres medallas en los Juegos de la Mancomunidad, de oro en 2010.
Participó en los Juegos Olímpicos de Londres 2012, consiguiendo un 14.º puesto.

## Palmarés internacional
| Juegos Panafricanos       | Juegos Panafricanos               | Juegos Panafricanos | Juegos Panafricanos |
| Año                       | Lugar                             | Medalla             | Categoría           |
| ------------------------- | --------------------------------- | ------------------- | ------------------- |
| 1999                      | Johannesburgo (Sudáfrica)         | Medalla de bronce   | 76 kg               |
| 2003                      | Abuya ()                          | Medalla de plata    | 96 kg               |
| 2007                      | Argel (Argelia)                   | Medalla de bronce   | 96 kg               |
| 2015                      | Brazzaville (República del Congo) | Medalla de plata    | 125 kg              |
| Campeonato Africano       |                                   |                     |                     |
| Año                       | Lugar                             | Medalla             | Categoría           |
| 1996                      | El Menzah (Túnez)                 | Medalla de plata    | 74 kg               |
| 2000                      |                                   | Medalla de plata    | 76 kg               |
| 2010                      | El Cairo (Egipto)                 | Medalla de oro      | 96 kg               |
| 2011                      | Dakar (Senegal)                   | Medalla de oro      | 96 kg               |
| 2012                      | Marrakech (Marruecos)             | Medalla de oro      | 96 kg               |
| 2013                      | Yamena (Chad)                     | Medalla de bronce   | 96 kg               |
| 2014                      | Túnez (Túnez)                     | Medalla de bronce   | 125 kg              |
| Juegos de la Mancomunidad |                                   |                     |                     |
| Año                       | Lugar                             | Medalla             | Categoría           |
| 2002                      | Mánchester ()                     | Medalla de bronce   | 84 kg               |
| 2010                      | Delhi (India)                     | Medalla de oro      | 96 kg               |
| 2014                      | Glasgow ()                        | Medalla de bronce   | 125 kg              |